# Nicky Shorey
Nicky Shorey (Romford, 19 februari 1981) is een Engels betaald voetballer die bij voorkeur in de verdediging speelt. Hij tekende in augustus een tweejarig contract met een optie voor nog een seizoen bij West Bromwich Albion FC. Dat nam hem voor een niet bekendgemaakt bedrag over van Aston Villa FC. In juni 2007 debuteerde hij in het Engels voetbalelftal.

## Leyton Orient
In het seizoen 1998/1999 meldde Shorey zich voor een trainingsstage aan bij Leyton Orient. Hij werd opgenomen in de jeugdopleiding van de club, die toentertijd uitkwam in de Nationwide League Division Three. Na één seizoen bij de junioren van Leyton, maakte Shorey op 12 februari 2000 tegen Shrewsbury Town zijn debuut in het professionele voetbal. Shorey kwam vijftien keer in actie voor The O's en trok de aandacht van Alan Pardew.

## Reading F.C.
Op 10 februari 2001 tekende Shorey een contract bij Reading FC, dat toen uitkwam in de Football League One. The Royals betaalden 25.000 Engelse pond voor hem aan Leyton Orient. Onder het bewind van Pardew groeide Shorey uit tot een vaste kracht binnen het team. Bij Reading kwam hij samen te spelen met onder andere Jamie Cureton, die dat seizoen topscoorder werd van de competitie. Met Reading eindigde Shorey als derde in de League One, maar doordat Walsall F.C. de play-offs won,promoveerde hij niet met de club naar de Football League Championship. Het jaar daarop lukte dit wel door als tweede te eindigen, achter Brighton & Hove Albion.
Tijdens het eerste seizoen dat Shorey uitkwam met Reading in de Championship, streed de club mee om promotie naar de Premier League. De play-offs gingegn verloren doordat Wolverhampton Wanderers het overgebleven promotieticket greep. Hierna eindigde Reading jaren achtereen in de middenmoot. In het seizoen 2005/2006 werd Shorey met Reading kampioen in de Championship met zestien punten voorsprong op de nummer twee, Sheffield United. Hierdoor promoveerde hij alsnog met de club naar de Premier League. Hierin Shorey ondanks het aantrekken van verdedigers Ulises de la Cruz en Sam Sodje zijn basisplaats. Met Reading eindigde hij dat seizoen als achtste in de Premier League, boven clubs als Aston Villa en Newcastle United FC. Europees voetbal liep de club op één punt mis. Shorey werd daarop voor het eerst uitgenodigd voor het Engelse nationale elftal.
In het seizoen 2007/2008 eindigde Reading met evenveel punten als de nummer 17 Fulham FC, maar met een slechter doelsaldo als achttiende in de Premier League en degradeerde terug naar de Championship. Shorey speelde 267 competitiewedstrijden voor Reading. Daarin scoorde hij twaalf keer.

## Aston Villa
Shorey tekende op 7 augustus 2008 een contract bij Aston Villa, waar hij werd gehaald als invaller voor de geblesseerde Wilfred Bouma. Hierdoor was de Engelsman meteen in zijn eerste seizoen bij Villa een vaste kracht. Met de club speelde hij een half jaar in de top vier van de Premier League, maar zakte tegen het einde van het seizoen af naar de zesde plek. Hierdoor haalde hij met de club wel Europees voetbal, waarin hij in het shirt van Aston Villa debuteerde. Dit was in een wedstrijd voor de UEFA Cup tegen het IJslandse FH Hafnarfjordur. Zijn competitiedebuut voor de club uit Birmingham maakte Shorey tegen Manchester City FC, waarvan Villa met 4-2 won.

## Interlandcarrière
Toenmalig bondscoach Steve McClaren riep Shorey in 2007 voor het eerst op voor het Engels voetbalelftal. Op 25 mei 2007 maakte hij zijn debuut voor het Engelse B-team in een wedstrijd tegen Albanië. Een paar dagen later maakte Shorey zijn debuut voor het officiële elftal van Engeland, in een vriendschappelijke wedstrijd tegen het Braziliaans voetbalelftal. Een paar dagen later kwam hij niet in actie tegen Estland, in een wedstrijd voor kwalificatie voor EURO 2008. Zijn tweede interland speelde Shorey datzelfde jaar tegen Duitsland.

## Erelijst
- Vice-kampioen League Two: 2002 (met Reading)
- Championship: 2006 (met Reading)